# 开城镇 (固原市)
开城镇，是中华人民共和国宁夏回族自治区固原市原州区下辖的一个乡镇级行政单位。

## 行政区划
开城镇下辖以下地区：
开城村、柯庄村、二十里铺村、和泉村、彭庄村、大马庄村、小马庄村、双泉村、寇庄村、吴庄村、深沟村、冯庄村、郭庙村、上青石村、下青石村、史磨村、黑刺沟村、海沟村、三十里铺村和马场村。